# Томас Тук
Томас Тук (англ. Thomas Tooke, 28 лютого 1774, м. Кронштадт, Росія, — †26 лютого 1858, м. Лондон, Велика Британія) — англійський економіст і статистик.

## Біографія
Т. Тук був учасником великого лондонського торгового дому, який займався торгівлею з Росією. У 1820 році представив до парламенту Англії від імені лондонських купців складену ним петицію про вільну торгівлю. Тук стояв на чолі багатьох великих промислових підприємств і брав також активну участь в роботах урядових комісій по статистичному дослідженню положення фабричних робітників і по виробленню фабричного законодавства.
Найголовніша праця, яка створила Томасу Туку велику популярність: «A history of prices and of the states of the paper circulation from 1793—1856» (Л., 1838—1857; останні 2 томи доповнені У. Ньюмарчем). Тут Тук є противником відомого банківського акту Роберта Піля 1844 року, що регулював емісійну операцію Англійського банку.
Сутність теорії Тука полягає в тому, що при дотриманні розміну банківських білетів банк не може випустити їх більше, ніж є на них попит, отже, кількість випущених банківських білетів ніякого впливу на товарні ціни не створює; збільшення кількості квитків не підвищує цін і не викликає падіння вексельного курсу і відпливу дорогоцінних металів за кордон.
Значення праці Тука про ціни не в його полемічній частині проти принципів акту Роберта Піля, а в його дослідженнях руху товарних цін в Англії за 6 десятиліть (1793—1856) і впливу їх на різні аспекти народного господарства: місцеву і світову торгівлю, кредит, ренту , відсоток, заробітну плату і т. д.

## Основні праці
- A history of prices and of the states of the paper circulation from 1793—1856, 1838—1857, Том I Digital Book Index (англ.); Том II Digital Book Index (англ.); Том III Digital Book Index (англ.); Том IV Digital Book Index (англ.); Том V Digital Book Index (англ.); Том VI Digital Book Index (англ.).
- Thoughts and details on the high and low prices etc., 1823, Digital Book Index (англ.)
- Considerations on the state of the currency, 1826, Digital Book Index (англ.)
- On the currency in connection with the corn trade etc., 1829
- A letter to Lord Grenville, on the effects ascribed to the resumption of cash payments on the value of the currency, 1829, Digital Book Index (англ.)
- An inquiry into the currency principle, 1844, Digital Book Index (англ.)
- Tracts on currency and hanking, 1857
- Pamphlets on currency and banking, 1856
- On the Bank Charter Act of +1844: its principles and operation; with suggestions for an improved administration of the Bank of England, 1856, Digital Book Index (англ.)